# Biblioteca da Universidade de Lund
A Biblioteca da Universidade de Lund (em sueco: Lunds universitetsbibliotek ou LUB) é uma rede de 26 bibliotecas da Universidade de Lund, localizadas nas cidades de Lund, Malmö e Helsingborg, na Suécia.

A Biblioteca da Universidade em Lund (em sueco: Universitetsbiblioteket ou UB) é uma biblioteca especial e a instituição central desta rede.